# Hugo Fischer-Köppe
Hugo Fischer-Köppe (13 de febrero de 1890 - 31 de diciembre de 1937) fue un actor teatral y cinematográfico de nacionalidad alemana.

## Biografía
Nacido en Bielefeld, Alemania, tras recibir educación teatral inició su carrera en los escenarios en noviembre de 1907 en Bielefeld. En Leipzig actuó en operetas en las que hacía personajes bufos, y a partir de 1909 trabajó en el Teatro Hans Otto, actuando en 1912/13 en Danzig.
Participó en la Primera Guerra Mundial, resultando herido en dos ocasiones, y dedicándose de nuevo al teatro a partir de 1917. Paul Heidemann le llevó a trabajar a Berlín, donde actuó durante tres años con personajes bufos en el Theater am Nollendorfplatz. Más adelante actuó en otros teatros berlineses y fue artista de cabaret, interpretando canciones y cuplés.
Su carrera cinematográfica se inició en 1917, pero solamente con el cine sonoro se hizo Fischer-Köppe un actor conocido entre el público. Habitual en producciones centradas en la farsa militar, a lo largo de su carrera Köppe actuó en unos 80 filmes, interpretando principalmente papeles secundarios, con personajes habitualmente corrientes como sirvientes, empleados, ladrones o militares. De entre sus producciones merece destacar Achtung! Auto-Diebe! (1930), película dirigida e interpretada por Harry Piel y en la cual también actuaba Charly Berger. Además de su faceta cinematográfica, Fischer-Köppe participó en la puesta en servicio del primer canal televisivo alemán. 
Hugo Fischer-Köppe falleció en Berlín, Alemania, en 1937, tras una operación renal. Fue enterrado en el Cementerio Steglitz, en Berlín.

## Filmografía
| - 1917: Böse Nachbarn - 1917: Die Kunst zu heiraten - 1918: Die blaue Mauritius - 1922: Die Männer der Frau Clarissa - 1925: Krieg im Frieden - 1925: Drei Portiermädels - 1926: Die letzte Droschke von Berlin - 1926: Das Panzergewölbe - 1926: Husarenliebe - 1927: Der größte Gauner des Jahrhunderts - 1927: Das Heiratsnest - 1929: Die Konkurrenz platzt - 1930: Drei Tage Mittelarrest - 1930: Der Greifer - 1930: Der Hampelmann - 1930: Liebe im Ring - 1930: Zwei Krawatten - 1931: Danton - 1931: Dienst ist Dienst - 1931: Schachmatt - 1931: Schneider Wibbel - 1931: Wer nimmt die Liebe ernst... - 1931: Meine Cousine aus Warschau - 1931: Reserve hat Ruh - 1931: Grock - 1931: Gloria - 1931: Hilfe! Überfall - 1931: Der Schrecken der Garnison - 1931: Vater geht auf Reisen - 1932: Aus einer kleinen Residenz - 1932: Im Banne des Eulenspiegels - 1932: Ja, treu ist die Soldatenliebe - 1932: Madame hat Ausgang - 1932: Man braucht kein Geld | - 1932: Paprika - 1932: Theodor Körner - 1932: Die Tänzerin von Sans Souci - 1932: Die Wasserteufel von Hieflau - 1932: Mein Name ist Lampe - 1932: Annemarie, die Braut der Kompanie - 1932: Das Blaue vom Himmel - 1932: Drei von der Kavallerie - 1932: Der verliebte Blasekopp - 1932: Der Schönste Mann im Staate - 1932: Gehetzte Menschen - 1932: Zwei glückliche Tage - 1933: Das 13. Weltwunder - 1933: Glückliche Reise - 1933: Das lustige Kleeblatt - 1933: Der Traum vom Rhein - 1933: Die Wette - 1933: Zwei gute Kameraden - 1933: Der große Bluff - 1934: In Sachen Timpe - 1934: Jede Frau hat ein Geheimnis - 1934: Jungfrau gegen Mönch - 1934: Der kühne Schwimmer - 1934: Lockvogel - 1934: Meine Frau, die Schützenkönigin - 1934: Nischt geht über die Gemütlichkeit - 1934: Der Schrecken vom Heidekrug - 1934: Der Polizeibericht meldet - 1934: Wenn Mutter nicht zuhause ist - 1934: Ein Mädel wirbelt durch die Welt - 1936: Der verkannte Lebemann - 1937: Alarm in Peking - 1937: Petermann ist dagegen |